# Ceteco-affaire
De Ceteco-affaire werd de naam voor een affaire in 1999 toen aan het licht kwam dat de provincie Zuid-Holland in het geheim voor ongeveer twee miljard gulden bankierde met als doel het maken van winst.
In september 1988 machtigen Provinciale Staten van Zuid-Holland het College van Gedeputeerde Staten (GS) om tot 200 miljoen gulden per transactie aan te trekken of uit te lenen zonder dat daar apart toestemming van de Staten voor nodig was. Dit zogenoemde kasgeldbesluit kreeg voorafgaand goedkeuring van de toenmalige staatssecretaris Dieuwke de Graaff-Nauta en minister Kees van Dijk van het ministerie van Binnenlandse Zaken. Hoewel het gezien kan worden als bankieren wordt daar in het besluit niets over vermeld. In 1995 besluiten GS op voorstel van de kasgeldbeheerder Karel Baarspul om een actief treasurybeleid te voeren en overtollig kasgeld winstgevend te maken. Commissaris der Koningin Joan Leemhuis-Stout is tegen deze constructie, maar wordt overruled door GS. Het besluit wordt niet naar het ministerie gezonden, terwijl dat volgens artikel 192 van de Provinciewet had moeten gebeuren en de bankiersactiviteiten worden geheimgehouden.
Hoewel de provincie in het begin geld verdient, gaat het fout bij het uitlenen aan het handelshuis Ceteco. Dit kreeg zijn eerste lening in 1995 en nog diverse daarna. In 1999 moet Ceteco zijn betalingsverplichtingen opschorten omdat het bijna failliet is als gevolg van de crisis in Zuid-Amerika. Ceteco heeft op dat moment 47,5 miljoen gulden van de provincie geleend die naar haar geld kan fluiten. Het aan Ceteco uitgeleende bedrag blijkt echter het topje van een financiële ijsberg te zijn. Uit een eerste inventarisatie blijkt dat de provincie voor zo’n 1,7 miljard gulden heeft uitstaan en nog voor 600 miljoen aan toezeggingen heeft gedaan.
Op 7 juli 1999 heeft het Algemeen Dagblad de primeur en maakt bekend dat de provincie wordt meegezogen in de ondergang van Ceteco.
Achteraf blijkt dat men op het ministerie van Financiën al in 1996 argwaan had, maar dat de provincie had verzekerd dat er geen risico's worden gelopen.
Oud-minister Van Dijk wordt als voorzitter van een commissie aangesteld om onderzoek te doen. Sommigen bekritiseerden dat omdat hij in twee opzichten medeverantwoordelijkheid droeg, zowel door de rol die het ministerie van Binnenlandse Zaken gespeeld had in de ontwikkeling van een 'ondernemende' bestuurscultuur bij provincies en gemeenten, maar ook door de goedkeuring van het kasgeldbesluit dat Provinciale Staten in 1988 namen.
Een van de conclusies van het op 1 oktober 1999 gepubliceerde rapport was dat er ontoelaatbare risico’s zijn genomen, hetgeen gelegen zou hebben aan de eigengereidheid van de kasgeldbeheerder Karel Baarspul maar ook aan de tekortschietende controlemechanismen. Baarspul werd op 10 september 1999 geschorst door GS en later strafrechtelijk vervolgd.
De affaire leidde verder tot Kamervragen en het aftreden van de commissaris van de Koningin Leemhuis-Stout en de gedeputeerden Jaap Wolf, Jan Heijkoop en Arie de Jong en het vertrek van de griffier A. Korff. De toenmalige minister van Binnenlandse Zaken Bram Peper verbood op aandringen van de Tweede Kamer het bankieren door overheidsorganen.